# Dina Carroll
Geraldine Carroll, detta Dina (Newmarket, 21 agosto 1968), è una cantante britannica.
Ha pubblicato solo due album ma di grande successo nel Regno Unito tra il 1993 ed il 1996.

## Biografia
Di origini scozzesi e afroamericane, ha iniziato a cantare negli anni '80. Nel 1989 ha firmato un contratto con Jive Records/Zomba Records. Dopo alcuni singoli e un paio di collaborazioni (Brothers in Rhythm, Quartz), nel gennaio 1993 pubblica il suo primo album discografico So Close (A&M Records). Il disco ottiene un clamoroso successo debuttando alla posizione #2 della Official Albums Chart e rimanendo nella "top 20" per sei mesi.
Nel 1994 riceve il premio ai BRIT Awards 1994 nella categoria "artista femminile". L'album viene anche candidato al Premio Mercury. Il sesto singolo estratto dall'album è quello che ha avuto più successo: si tratta di Don't Be a Stranger.
Dopo esser passata alla Mercury Records, pubblica due importanti singoli (The Perfect Year e Escaping) prima del suo secondo album Only Human, diffuso nel 1996. Anche questo album raggiunge la posizione #2 della classifica di vendite britannica.
Durante le registrazioni di questo disco le viene diagnosticata l'otosclerosi, una malattia ereditaria che le aveva colpito le orecchie. Nonostante questo ha continuato a lavorare prima di essere sottoposta ad un intervento chirurgico di sostituzione del timpano. Dopo un ragionevole recupero, tornò a lavorare per il terzo album nel 1998. Si recò a Los Angeles con il produttore Rhett Lawrence. Pubblicò anche un singolo (One, Two, Three), ma la pubblicazione dell'album fu annullata perché l'artista non era soddisfatta del lavoro fatto a livello di missaggio.
Nel 2001 ha pubblicato un nuovo singolo inserito in una raccolta dal titolo (Someone Like You), cover di Van Morrison .

## Discografia
Album
- 1993 - So Close (UK #2)
- 1996 - Only Human (UK #2)

Raccolte
- 2001 - The Very Best Of (UK #15)
- 2004 - The Collection

Singoli
- 1985 - Set It Off (Masquerade featuring Dina Carroll) (UK #86)
- 1985 - One Nation (Masquerade featuring Dina Carroll) (UK #54)
- 1989 - People All Around The World (UK #123)
- 1989 - Me Sienta Sola (We Are One)
- 1989 - Walk On By (UK #95)
- 1990 - Peace And Harmony (with Brothers In Rhythm) (UK #94)
- 1990 - Don't Stop The Music (Simon Harris starring Dina Carroll & Monte Luv) (UK #84)
- 1991 - It's Too Late (Quartz introducing Dina Carroll) (UK #8)
- 1991 - Naked Love (Just Say You Want Me) (Quartz with Dina Carroll) (UK #39)
- 1992 - Ain't No Man (UK #16)
- 1992 - Special Kind Of Love (UK #16)
- 1992 - So Close (UK #20)
- 1993 - This Time (UK #23)
- 1993 - Express (UK #12)
- 1993 - Don't Be A Stranger (UK #3)
- 1993 - The Perfect Year (UK #5)
- 1996 - Escaping (UK #3)
- 1996 - Only Human/Run To You (UK #33)
- 1996 - Livin' For The Weekend
- 1998 - One, Two, Three (UK #16)
- 1999 - Without Love (UK #13)
- 1999 - It's Only Rock 'n' Roll (with Various Artists) (UK #19)
- 2001 - Someone Like You (UK #38)
- 2016 - We Bring The Party (The Dig Band starring Dina Carroll)

Video
- 1993 - So Close The Videos